# 艺文类聚
《艺文类聚》是唐高祖李渊下令编修的类书，给事中欧阳询主编，其他參與人員還有秘书丞令令狐德棻、侍中陈叔达、太子詹事裴矩、詹事府主簿赵弘智、齐王府文学袁朗等十餘人。武德七年（624年）成书。《艺文类聚》、《北堂书钞》、《初学记》、《白氏六帖》合稱“唐代四大类书”。

## 章節
《艺文类聚》是中国现存最早的类书之一，征引古籍1431种，保存了唐代以前大量的诗文歌赋等珍贵文学作品，其中许多篇章早已失传。此书100卷，分46部，设727个子目，全书约百餘万言。分类按目编次，故事在前，均注出处。所引诗文，均注时代。

### 部
〈天〉、〈岁时〉、〈地〉、〈州〉、〈郡〉、〈山〉、〈水〉、〈符命〉、〈帝王〉、〈后妃〉、〈储宫〉、〈人〉、〈礼〉、〈乐〉、〈职官〉、〈封爵〉、〈治政〉、〈刑法〉、〈杂文〉、〈武〉、〈军器〉、〈居处〉、〈产业〉、〈衣冠〉、〈仪饰〉、〈服饰〉、〈舟车〉、〈食物〉、〈杂器物〉、〈巧艺〉、〈方术〉、〈内典〉、〈灵异〉、〈火〉、〈药香草〉、〈宝玉〉、〈百谷〉、〈布帛〉、〈果〉、〈木〉、〈鸟〉、〈兽〉、〈鳞介〉、〈虫豸〉、〈祥瑞〉、〈灾异〉。

## 評價
欧阳询在《艺文类聚序》中说：“九流百氏，为说不同”，“欲摘其菁华，采其指事”。作者谙于题目，并按不同的文体，用“诗”、“赋”、“赞”、“箴”等字标明类别。和其他类书相比，此书在辑存文献的方法上有一个很大的特色，就是把“事”与“文”两条龙併成了一条龙，变更了类书的常规体制，也即事与文兼。这种编纂方法对后来的类书影响很大，《永乐大典》和《古今图书集成》等都受到这种编纂方法的影响。
《艺文类聚》亦有後人偽造的文章，如卷4《正月十五日》条，引有苏味道、崔液之诗，當時欧阳询已去世六十多年。

## 版本
- 1959年中华书局影印本
- 1982年上海古籍出版社校本。

### 引用
1. ↑  金常政. . 北京: 北京图书馆出版社. 2005-03: 19–20. ISBN 7501326231.

### 文章
- 《艺文类聚序》

## 外部連結
- 《藝文類聚》全文 （页面存档备份，存于） - 中國哲學書電子化計劃
- 藝文類聚_東里書齋 （页面存档备份，存于）